# Жизнь с Бонни
«Жизнь с Бонни» (англ. Life with Bonnie) — американский ситком, выходивший на канале «ABC» с 17 сентября 2002 по 9 апреля 2004 года. Создательница шоу Бонни Хант также исполнила в нём главную роль, за что была номинирована на премии «Золотой глобус» и «Эмми». Шоу продержалось всего два сезона и было закрыто из-за низких рейтингов.

## Сюжет
Бонни Моллой — мать троих детей и ведущая дневного телешоу, которая пытается совмещать свою семейную жизнь и работу. В каждой серии она сталкивается с теми или иными трудностями и пытается их разрешить, что, в свою очередь, приводит к комичным ситуациям.

## В ролях
- Бонни Хант — Бонни Моллой
- Марк Дервин —  доктор Марк Моллой
- Чарли Стюарт — Чарли Моллой

## Приглашённые звёзды
В разное время в сериале снимались:
- Том Хэнкс
- Робин Уильямс
- Дик Ван Паттен
- Дэвид Духовны
- Джонатан Уинтерс
- Карл Райнер
- Мартин Малл
- Джек Лалэйн
- Тери Гарр
- Морган Йорк
- Рута Ли
- Рип Тейлор
- Кевин Поллак
- Фрэнк Сталлоне
- Эд Куинн
- Грант Хеслов